# Баралей Юлія Юріївна
Юлія Юріївна Баралей (нар. 25 квітня 1990, с. Тритузне, Дніпропетровська область, Україна) — українська легкоатлетка, бігунка на 400 метрів.
Баралей є чемпіонкою юнацького чемпіонату світу 2007 року, а на чемпіонаті 2008 року виборола 5 місце. На чемпіонаті Європи серед юнаків 2009 року виборола дві золоті медалі. На цьому ж турнірі вона брала участь у естафеті 4 по 400 м.
Її кращий особистий час складає 52.34  сек на цій дистанції, досягнутий нею на змаганнях у Ялті у 2013 році.